# 1760.
◄ | 17. stoljeće | 18. stoljeće | 19. stoljeće | ►
◄ | 1730-ih | 1740-ih | 1750-ih | 1760-ih | 1770-ih | 1780-ih | 1790-ih | ►
◄◄ | ◄ | 1757. | 1758. | 1759. | 1760. | 1761. | 1762. | 1763. | ► | ►►
Arhitektura • Astronomija • Biologija • Glazba • Kazalište • Kemija • Kiparstvo • Knjige • Književnost • Kršćanstvo • Medicina • Politika • Pravo • Promet • Slikarstvo • Znanost

## Događaji
- U Osijeku osnovana gimnazija.

## Rođenja
- 14. rujna – Luigi Cherubini, talijanski skladatelj († 1842.)
- 31. listopada – Kacušika Hokusaj, jedan od naznačajnih japanskih umjetnika († 1849.)
- 15. prosinca – Stjepan Korolija, zagrebački kanonik, pisac, prevoditelj († 1825.)
- 30. prosinca – Aleksandar Alagović, zagrebački nadbiskup († 1837.)

## Smrti
- 12. prosinca – Andrija Kačić Miošić, hrvatski pjesnik, filozofski pisac i kroničar (* 1704.)

## Vanjske poveznice
|  | Zajednički poslužitelj ima još gradiva o temi 1760. |